# Јелена Гавански
Јелена Гавански је југословенски ТВ филм из 1982. године. Режирао га је Миленко Маричић, а сценарио је писао Александар Тишма.

## Улоге
| Глумац              | Улога           |
| ------------------- | --------------- |
| Радмила Радовановић | Јелена Гавански |
| Оливера Катарина    | Лина            |
| Предраг Лаковић     | Ариско          |
| Петар Краљ          | Стојан Бранков  |